# ورزشگاه کارلو کاستلانی
 ورزشگاه کارلو کاستلانی  (به ایتالیایی: Stadio Giovanni Zini) ورزشگاهی چند منظوره در شهر امپولی در کشور ایتالیا است.
بازی‌های خانگی باشگاه فوتبال امپولی در این ورزشگاه برگزار می‌شود.